# Ankyropetalum gypsophiloides
Ankyropetalum gypsophiloides är en nejlikväxtart som beskrevs av Edward Fenzl. Ankyropetalum gypsophiloides ingår i släktet Ankyropetalum och familjen nejlikväxter. Utöver nominatformen finns också underarten A. g. viscosum.

## Bildgalleri

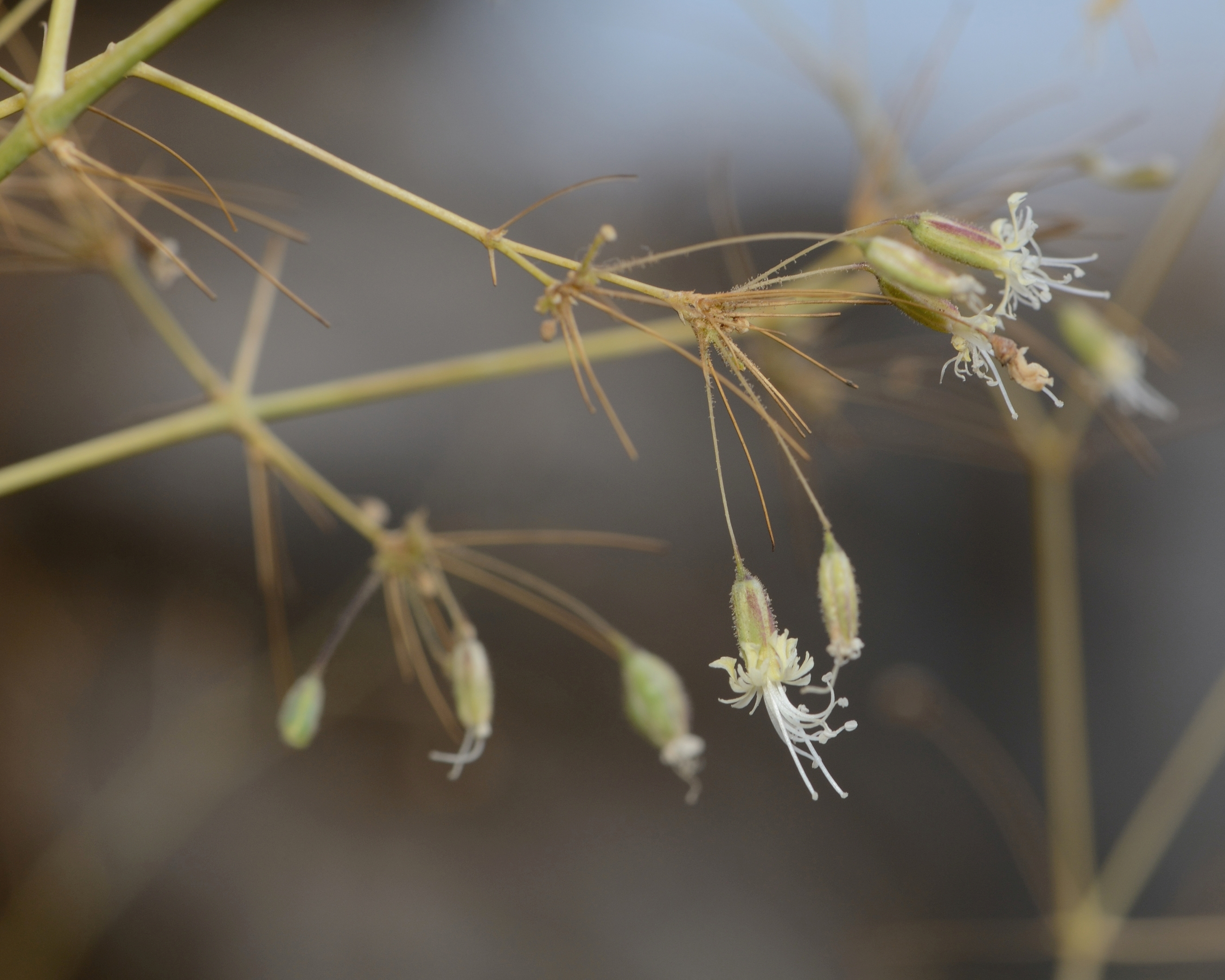
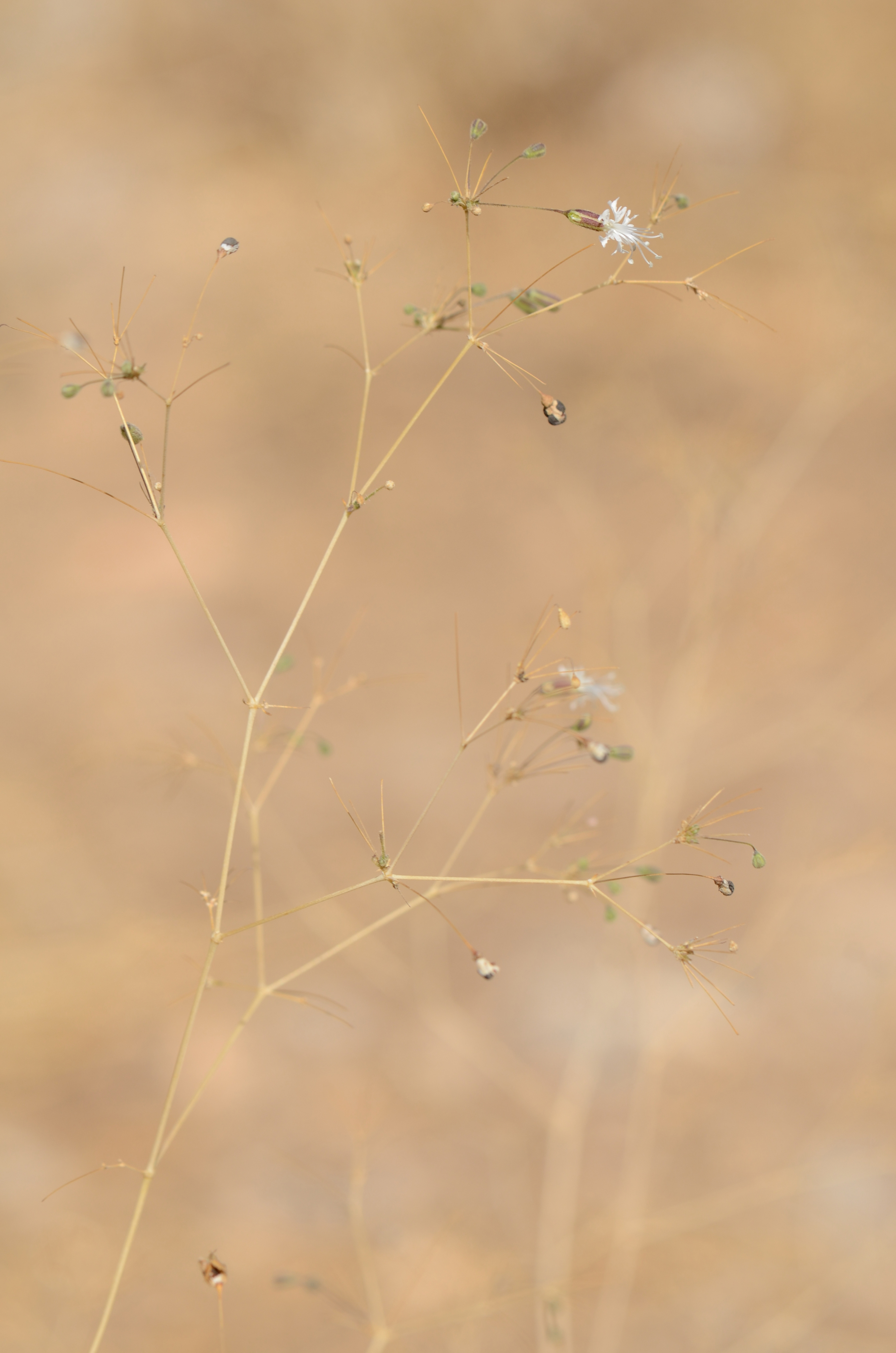